# Anatoli Konkov
Anatoli Konkov (en ucraniano: Анатолій Дмитрович Коньков; Jrustalni, 19 de septiembre de 1949, Kiev - 4 de octubre de 2024) fue un exfutbolista y entrenador ucraniano, reconocido como Maestro Emérito del Deporte de la Unión Soviética (1982). Además fue presidente de la Federación de Fútbol de Ucrania entre 2012 y 2015.

## Carrera profesional
Durante su carrera como jugador, Konkov jugó tanto como defensa como centrocampista defensivo. Ganó cuatro campeonatos soviéticos, una Copa Soviética, una Supercopa de la UEFA y campeón de la Recopa de Europa 1974-75. Fue internacional con la selección de la Unión Soviética, se proclamó subcampeón de la Eurocopa 1972 y recibió una medalla de bronce olímpica en Montreal 1976. En 1979 Konkov jugó un par de partidos para Ucrania en el Spartakiada de los Pueblos de la URSS.
Después de retirarse como jugador Konkov se convirtió en entrenador en clubes de la Unión Soviética, Ucrania y Azerbaiyán. El 2 de septiembre de 2012 fue elegido presidente de la Federación de Fútbol de Ucrania, convirtiéndose en el segundo presidente después de Viktor Bannikov que fue anteriormente jugador profesional.

## Palmarés

### Como jugador

#### Torneos nacionales
| Título           | Club           | País            | Año  |
| ---------------- | -------------- | --------------- | ---- |
| Primera División | Dinamo de Kiev | Unión Soviética | 1975 |
| Primera División | Dinamo de Kiev | Unión Soviética | 1977 |
| Copa             | Dinamo de Kiev | Unión Soviética | 1978 |
| Primera División | Dinamo de Kiev | Unión Soviética | 1980 |
| Primera División | Dinamo de Kiev | Unión Soviética | 1981 |

#### Torneos internacionales
| Título              | Club            | Sede     | Año  |
| ------------------- | --------------- | -------- | ---- |
| Recopa de Europa    | FC Dynamo Kiev  | Basilea  | 1975 |
| Supercopa de Europa | FC Dynamo Kiev  | Kiev     | 1975 |
| Bronce en los JJOO  | Unión Soviética | Montreal | 1976 |

#### Distinciones
- Orden al Mérito

Tercera clase (2004), Segunda clase (2015), Primera clase (2020)